# Cattedrale del Salvatore (Nuuk)
La cattedrale luterana del Salvatore (in groenlandese: Annaassisitta Oqaluffia) è la chiesa principale di Nuuk, in Groenlandia e sede della diocesi luterana di Groenlandia per la chiesa di Danimarca.

## Storia
La chiesa è stata fondata nel 1849 ed è stata consacrata il 6 aprile 1849.  L'edificio è stato realizzato secondo il metodo della costruzione a graticcio e successivamente è stato rivestito con pannelli di legno rossi. Il campanile della chiesa è stato realizzato nel 1928. Il 6 maggio del 1993 la chiesa è divenuta ufficialmente la cattedrale luterana della Groenlandia con l'istituzione della diocesi.